# هومبيرتو فيليز
هومبيرتو فيليز (بالإسبانية: Humberto Vélez)‏ هو ممثل مكسيكي، ولد في 30 مارس 1955 في المكسيك. له أكثر من 35 عامًا من الخبرة في مجال الدبلجة والمسرح والإذاعة والتلفزيون، وهو معروف في أمريكا اللاتينية بكونه صوت هومر سيمبسون في الدبلجة اللاتنيية من سلسلة الرسوم المتحركة الشهيرة عائلة سيمبسون، وهو الدور الذي شغله من عام 1990 إلى عام 2004، واستعادته في عام 2021 بعد 17 سنة.

## وصلات خارجية
- هومبيرتو فيليز على موقع IMDb (الإنجليزية)
- هومبيرتو فيليز على موقع قاعدة بيانات الفيلم (الإنجليزية)